# Пачіфіко
Пачіфіко, справжнє ім'я Луїджи (Джино) Де Крешенцо (іт. Luigi (Gino) De Crescenzo, народився 5 березня, 1964 року, у Мілані, Італія) — відомий італійський музикант-самоучка, гітарист і піаніст.

## Біографія
Почав грати у середній школі, потім почав досліджувати різні музичні стилі і експериментувати з'єднавши такі напрямки як ф'южн, джаз і рок. У 1989 році він заснував власну групу «Rossomaltese», з яким випустив два альбоми — «Santantonio» і «Mosche libere». У 1999 році він співпрацював з режисером Роберто Торре в складі саундтрека до фільму-мюзиклу «South Side Story» і театральній виставі «Invece che all'una alle due», який мав великий успіх.

## Дискографія
- 2001 — Pacifico
- 2004 — Musica leggera
- 2006 — Dolci frutti tropicali
- 2009 — Dentro ogni casa
- 2012 — Una voce non basta
- 2013 — In cosa credi (EP)

## Джерело
- Офіційний сайт Пачіфіко

| Гітара | Це незавершена стаття про співака. Ви можете допомогти проєкту, виправивши або дописавши її. |